# Benny McLaughlin
Bernard „Benny” McLaughlin Jr (ur. 10 kwietnia 1928 w Filadelfii, zm. 27 grudnia 2012 w West Chester) – amerykański piłkarz, grywał na pozycji napastnika. 12-krotny reprezentant Stanów Zjednoczonych. Uczestnik mundialu 1950.

## Kariera
McLaughlin jako junior grywał w amatorskich drużynach uniwersyteckich. Karierę zawodową rozpoczął w Philadelphia Nationals, w lokalnej lidze – American Soccer League, w Nationals spędził łącznie 9 sezonów. W 1948 dostał się do kadry narodowej na igrzyska olimpijskie, które odbywały się w Londynie. W roku 1950 został powołany na mistrzostwa świata 1950, które odbywały się w Brazylii. W roku 1955 trafił do nowojorskiego klubu New York Brookhattan. W roku 1958 przeniósł się do Uhrik Truckers. Następnie na początku lat 60. grywał w nowojorskich teamach: New York Hakoah (1961) oraz New York German-Hungarians (1961-63). W roku 1976 został wcielony w szeregi National Soccer Hall of Fame. Jest również halloffamerem w Philadelphia Oldtimers Soccer Hall of Fame.